# أورال يكاترينبورغ
نادي أورال يكاترينبورغ (بالبيلاروسية: Урал (Екацярынбург) )‏ هو فريق كرة قدم من مدينة يكاترينبورغ في روسيا، أُسس بتاريخ 1930، يلعب في الدوري الوطني الروسي لكرة القدم، في ملعب سنترال، يدرب النادي Dmytro Parfyonov ‏.

## وصلات خارجية
- صفحة بيانات نادي أورال يكاترينبورغ على موقع كووورة، تاريخ الوصول: 22 سبتمبر 2018.
- الموقع الرسمي